# Malé Lednice
Malé Lednice este o comună slovacă, aflată în districtul Považská Bystrica din regiunea Trenčín. Localitatea se află la altitudinea de 418 m deasupra n.m., se întinde pe o suprafață de 15,11 km2 și în 2017 număra 521 de locuitori.

## Istoric
Localitatea Malé Lednice este atestată documentar din 1339.

## Demografie
| An:                | 1994 | 2004   | 2014   | 2024   |
| ------------------ | ---- | ------ | ------ | ------ |
| Număr de persoane: | 530  | 528    | 507    | 494    |
| Diferență:         |      | −0,37% | −3,97% | −2,56% |

| An:                | 2023 | 2024   |
| ------------------ | ---- | ------ |
| Număr de persoane: | 489  | 494    |
| Diferență:         |      | +1,02% |